# Namaka
Namaka is de kleinste maan van Haumea. Het is de eerste maan gezien van Haumea. Haumea heeft twee manen. De andere maan is Hiʻiaka. De maan is vernoemd naar de dochter van Haumea uit de Hawaïaanse mythologie.

## Ontdekking
Namaka werd ontdekt op 30 juni 2005 door Michael E. Brown.

## Karakteristieken
De afstand van Namaka naar Haumea is 25657 ± 91 km. Namaka doet er 18 dagen over om één keer langs Haumea te draaien.
De diameter van Namaka is 170 km.   Namaka heeft een massa van 1,79 ± 1,48 x 1018 kg, wat ongeveer 0,05% van de massa van Haumea is. De temperatuur is zeer laag, namelijk ongeveer 32 ± 3 K.